# Синайський кодекс

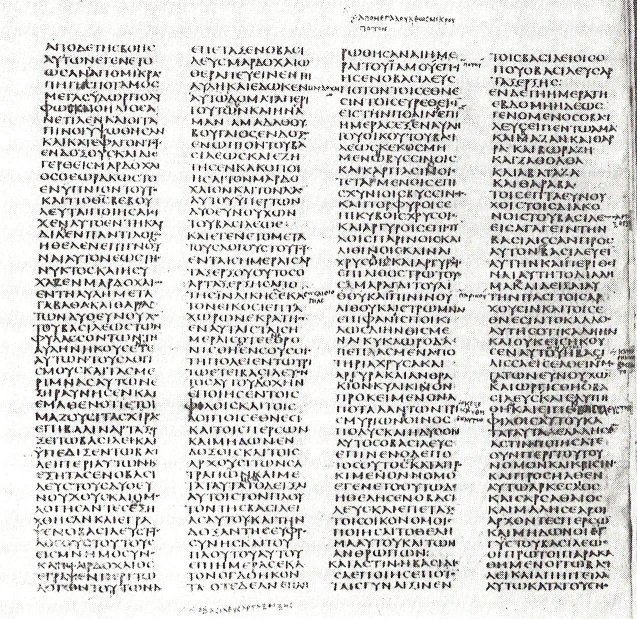
Синайський кодекс

Сина́йський ко́декс (Codex Sinaiticus; London, Brit. Libr., Add. 43725) — датується початком IV століття — найстарший рукопис Септуаґінти і Нового Заповіту. Вважається одним із найкращих та найголовніших рукописів Нового Заповіту, написаний давньогрецькою мовою (діалект Койне). Є одним із чотирьох Великих Кодексів Біблійних, єдиним збереженим рукописом, написаним унціалом з повним текстом Нового Заповіту. Проте в Старому Заповіті є багато неточностей. Кодекс був відкритий Тішендорфом в 1844 році.
Синайський кодекс єдиний, який написаний чотирма колонами. У відкритому вигляді налічує вісім колон, що робить враження розгорнутого сувою. Не виключено, що це є результатом наслідування розгорнутого сувою. Умовне позначення Синайського кодексу {\displaystyle \aleph } (алеф) або 01.
На списку рукописів Септуаґінти згідно з класифікацією Альфреда Ральфса був позначений символом S. На даний момент ⅔ збереженого Кодексу, тобто 346,5 його листків, зберігаються в Британській бібліотеці (Додаткові рукописи 43725), 43 листки в Лейпцигу (Lipsk), 12 листків на Синаю та 3 фрагменти в Санкт-Петербурзі.
Текст кодексу представляє Александрійський тип. Біблеїсти оцінюють його, як один із двох найважливіших рукописів Нового Заповіту (з Ватиканським кодексом) і один із трьох найважливіших рукописів Септуаґінти.

## Особливості рукописи

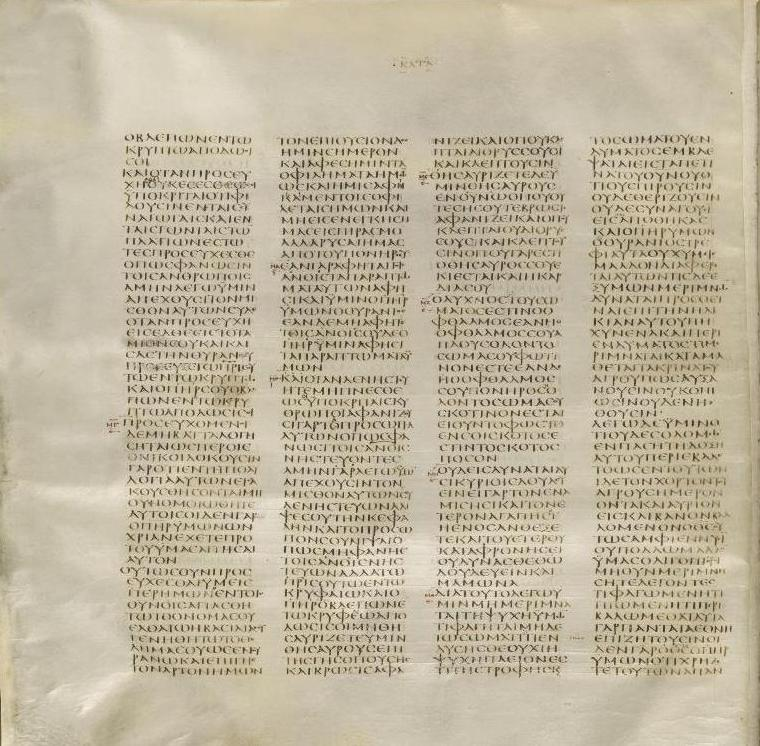
Мат 6,4-32

Синайський кодекс написаний на тонкому пергаменті, 38,1 см на 33,7—35,6 см.
Синайський кодекс, нарівні з найдавнішими папірусами, Александрійським, Ватиканським та рядом інших стародавніх кодексів, є одним з найцінніших джерел, що дають змогу текстологам відтворювати оригінальний текст новозавітних книг.
Кодекс був написаний у IV столітті та до середини XIX століття знаходився на Синайському півострові в бібліотеці монастиря Святої Катерини. Синайський кодекс було знайдено німецьким ученим Костянтином фон Тішендорфом (1815—1874) у 1844 році. Частина Старого Заповіту була втрачена, але новозаповітний текст зберігся повністю. Насправді Синайський кодекс є єдиним грецьким унціальним рукописом із повним текстом Нового Заповіту. Крім біблійних текстів, кодекс містить два твори ранніх християнських авторів II століття: «Послання Варнави» та (частково) Пастир Герми.
Грецький текст рукопису відбиває Александрійський тип тексту. I категорія Аланда.
Додаток в Євангелії від Матвія 27,49
- Однак у Євангелії від Матвія 27,49 є характерний для рукописів Александрійської сім'ї додаток: ἄλλος δὲ λαβὼν λόγχην ἒνυξεν αὐτοῦ τὴν πλευράν, καὶ ἐξῆλθεν ὕδορ καὶ αἷμα (інший взяв спис, пробив Йому бік, і зараз вийшла вода і кров), текст той походить з Євангелія Івана 19,34. Крім Кодексу Ватиканського, є він у Євангелії від Матвія в Ватиканському кодексі, Єфрема, Regius, Наняньському, Тішендорф IV, рукописах 1010 і 1293. Також присутній у деяких рукописах Вульґати, перекладах сирійських та ефіопських[3]. Відомий був Івану Золотоустому[4]. Вважається, що додаток був уведений в Євангелії від Матвія під впливом боротьби з докетизмом[5].

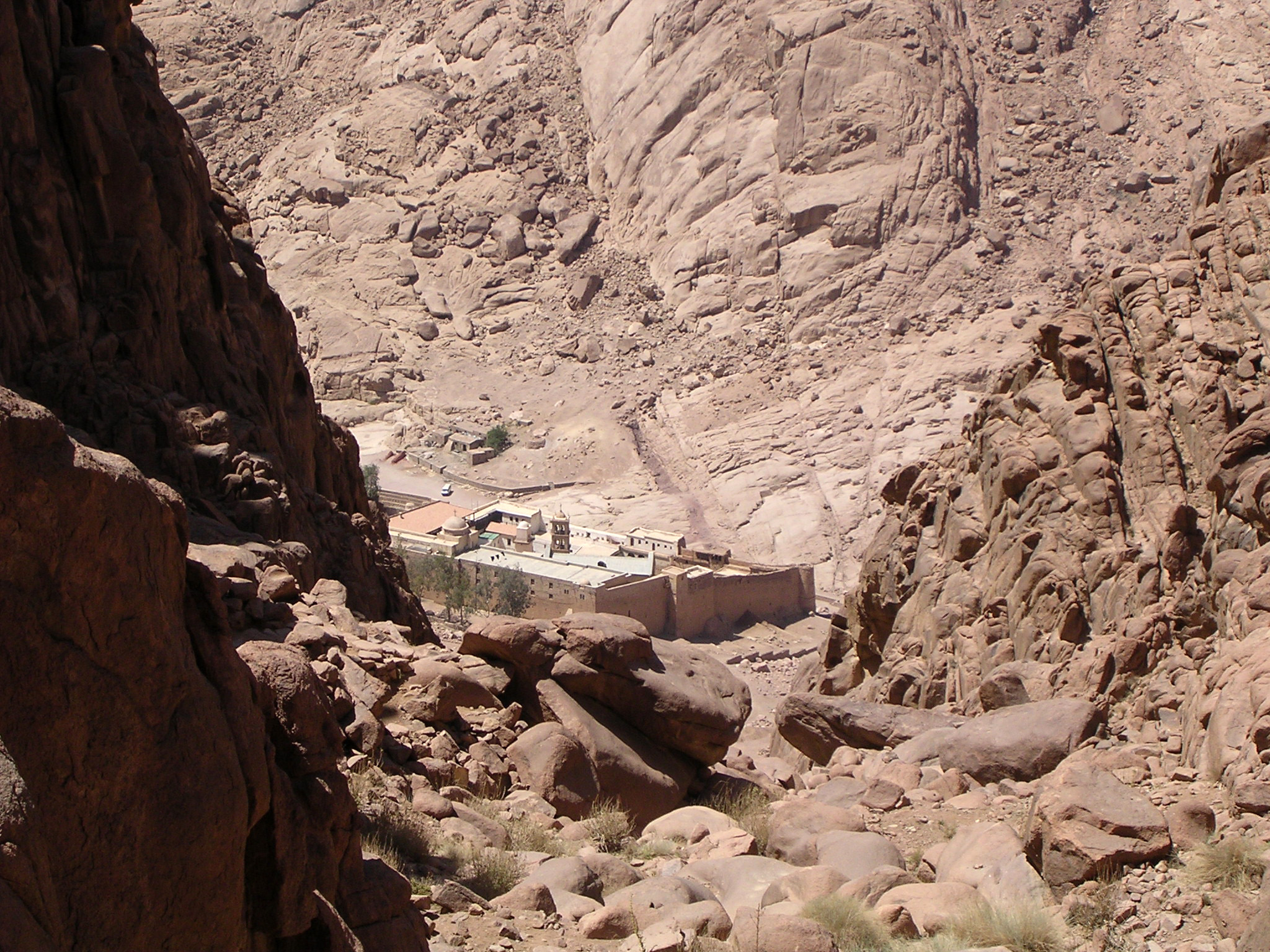
Вид на монастир Святої Катерини з гори Синай

## Опис
Первинно складався, ймовірно, з 740 пергаментних листків. Листки мають виміри 37,8 на 34,3 см (згідно з Аландом 43 на 38 см). Оригінальні листки мали розміри 40 на 70 см, були зігнуті навпіл і складені у фоліанти, що складаються з чотирьох folium (з лат. значить 8 листків), популярний формат в середньовіччі. На кожному листку текст записаний в 4 колонах по 48 рядків, в кожному рядку знаходиться від 12 до 14 знаків. Поетичні книги Старого Завіту написані по дві колони на сторінку. Кодекс має майже 4 000 000 літер унціальних. Якість пергаменту дуже висока і небагато рукописів з IV віку можуть зрівнятися з Кодексом Синайським у цьому плані. Єдиними рукописами з цієї епохи з таким добрим пергаментом є Ватиканський Кодекс і Кодекс Бези(близько 400 року).
Старий Заповіт, окрім більше ніж половини присутніх книг в староєврейському каноні (перекладених із староєврейської), включає також так звані другоканонічні книги і апокрифи.
У Старому Заповіті присутні такі фрагменти тексту:
- Книга Буття 23:19 — 24:46 — фрагменти;
- Книга Числа 5:26 — 7:20 — фрагменти;
- Перша книга хроніки 9:27 — 19:17;
- Книга Езри — Книга Неємії (от Ездри 9:9);
- Псалми — Книга мудрості Сираха;
- Книга Естер; Товита; Юдити;
- Книга пророка Йоіла — Книга пророка Малахії;
- Книга пророка Ісаї;
- Книга пророка Єремії;
- Плач Єремії;
- Перша книга Макавеїв — Четверта книга Макавеїв.

Книги Нового Заповіту написані в такій послідовності: Євангелія, Листи Павла (Послання до Євреїв розташовано після 2-го послання до Солунян, і перед 1-м посланням до Тимофія), Дії святих апостолів, Соборні послання і Об’явлення св. Івана Богослова. На кінці Нового Заповіту було Послання Варнави, а також Пастир Герми (не повний).
Записаний був виключно великими літерами грецького алфавіту, тобто унціялом, на тонких овечих і козячих шкурах, брунатним і чорним чорнилом. Заголовки Псалмів і Пісні над Піснями виділено червоним кольором. Складеним був трьома писарями (А, B, D); написаний одним рядом, лат. scriptio continua, без поділу на слова і строфи. Не застосовує придихів, ані акцентів, часом літери з'єднані в лігатури. Деякі слова,що належать до так званих nomina sacra (лат.), зазвичай скорочені в інших рукописах (як грец. πατήρ та Δαυίδ), тут написані теж скороченнями або в повній формі. Наступні nomina sacra представлені скороченнями(вгорі підписані лінією):(гр.) ΘΣ ΚΣ ΙΣ ΧΣ ΠΝΑ ΠΝΙΚΟΣ ΥΣ ΑΝΟΣ ΟΥΟΣ ΔΑΔ ΙΛΗΜ ΙΣΡΛ ΜΗΡ ΠΗΡ ΣΩΡ.
Неодноразово трапляється помилка ітацизму. Майже регулярно йота замінювана на дифтонг епсилон-йота.
Текст Євангелія був поділений згідно з Секціями Аммонія, до яких додано систему віднесень до Канонів Евсевія. Є найдавнішим рукописом, що володіє Канонами Евсевія. В VI—IX століттях працювало над ним щонайменше сім коректорів (а, b, c, ca, cb, cc, e).
За часів коли виникав кодекс надалі ще переписувано тексти на папірусі або пергаменті, що згортається потім у рулон. Писаріпереписувачі книги були призвичаєні до роботи з сувоями. Свідчить про це те, що на кожній сторінці чотири колони тексту. Після відкриття книги читач бачить вісім колон, отже, стільки ж, як і при розгортанні сувою.

## Історія кодексу

##### Дата і місце виникнення
Небагато відомо про ранню історію кодексу. Місце його виникнення є предметом спекуляцій. Хорт судив, що кодекс був написаний, імовірно в Римі, оскільки система поділу тексту на розділи в Діях апостольських є такою ж, як і в декількох рукописах Вульґати. Цей аргумент заперечив Армітаж Робінсона, згідно з яким така  система поділу була вибрана для Вульґати самого Ієроніма як результат його навчань в Кесареї. Робінсон вважав, що кодекс виник в Кесареї.
Фредерік Кенон висловлювався за Єгипет, оскільки вигляд літер кодексу схожий на папіруси, знайдені в Єгипті. Подібно Gardthausen, Ropes і Sidney Jellicoe були думки, що кодекс був написаним в Єгипті. J. Rendel Harris судив, що рукопис ви-ник у бібліотеці Памфіла в Кесареї. Теодор Скет знайшов два текс-тові варіанти кодексу, що підтримують кесарійську гіпотезу. Обидва варіанти не виступають в жодному іншому відомому сьогодні рукописі і мусять походити безпосередньо від писаря або ж від рукопису, що виник в Кесареї.
Палеографічні вивчення вказують, що кодекс був написаний в IV столітті. Така думка підтримується маргінальними підписами і системою поділу тексту, які дозволяють точніше визначити час виникнення кодексу. Кодекс не міг виникнути перед 330 роком, оскільки вміщує Канони Евсевія — (лат.) terminus post quem. Не міг також виникнути після 360 року, оскільки має на маргінесах відсилання до Отців Церкви, що жили перед цією датою. Це означає, що рік 360 становить (лат.) terminus ante quem. Отже рукопис виник ймовірно в 330-360 роках. Давно вважалось, що він є одним з п'ятдесяти примірників біб-лії, виконання яких Евсевію з Кесареї доручив імператор Константин І Великий в 332 році. Так вважав Тішендорф, Батіфол, Грегорій(Caspar René Gregory ) і Скет (Teodor Cressy Skeat), проте це малоімовір-на гіпотеза.
Кірсоп Лейк(Kirsopp Lake) звернув увагу наноти коректора c вкінці 2 Книги Ездри(=Неемії) і Естер, згідно з якими можна зробити висновок, що текст був підправлений спираючись на рукопис, який вийшов з-під руки Памфіла і є копією Гексапла. Це означає, що Кодекс Синайський певний час зберігався в Кесареї. Невідомо, коли кодекс потрапив до монастиря святої Катерини в підніжжі гори Синай.

## Текст Кодексу
Текст кодексу заключає певні браки і опущення, це цілі речення, фрази або слова. По відношенню до Textus receptus число цих опущень складає близько 400. Частина з них може бути результатом недбалості і помилок тих, хто займався переписом, однак переважна більшість походить із рукописів, якими вони користувалися, оскільки вони посвідчені іншими стародавніми рукописами. Д. Бургон казав, що кодекс у самій тільки Євангелії пропустив 3455 слів.
Існуючі лакуни тексту Нового Заповіту
- Євангеліє від Матея 12:47; 16:2b—3; 17:21; 18:11; 23:14; 24:35;
- Євангеліє від Марка 7:16; 9:44,46; 11:26; 15:28; 16:9—20 (повністю воскресіння і вознесення Ісуса);
- Євангеліє від Луки 17:36;
- Євангеліє від Йоанна 5:4; 7:53—8:11 (см. иллюстрация Иоан. 7:53—8:11»); 16:15; 20:5b—6; 21:25;
- Діяння апостолів 8:37; 15:34; 24:7; 28:29[8];
- Послання до римлян 16:24.

Пропущені слова:
Матфей 5:44 — εὐλογεῖτε τοὺς καταρωμὲνους ὑμᾶς, καλῶς ποιεῖτε τοῖς μισοῦσιν ὑμᾶς
...моліться за тих, хто переслідує вас...
Матей 6:13b — ὅτι σοῦ ἐστιν ἡ βασιλεία καὶ ἡ δύναμις καὶ ἡ δόξα εἰς τοὺς αἰῶνας. ἀμήν
Бо Твоє Царство і сила і слава во віки віків. Амінь (т.з. "славослів'я")
Матей 10:39a — ὁ εὑρὼν τὴν ψυχὴν αὐτοῦ ἀπολέσει αὐτήν, καὶ
Зберігший духу свою, втратить її...
Матей 23:35 — υἱοῦ βαραχίου
...сини Варахіінові
Марк 1:1 — υἱοῦ θεοῦ
...сина Божого
Марк 10:7 — καὶ προσκολληθήσεται πρὸς τὴν γυναῖκα αὐτοῦ
... і приліпиться да жони своєї ...
Лука 9:55b—56a — καὶ εἶπεν, Οὐκ οἲδατε ποίου πνεύματος ἐστε ὑμεις; ὁ γὰρ υἱὸς τοῦ ἀνθρώπου οὐκ ἦηλθεν ψυχὰς ἀνθρώπων ἀπολέσαι ἀλλὰ σῶσαι
... і сказав не знаєте якого ви духу бо Син Людський прийшов не губити душі людські, а рятувати...
Лука 11:4 — ἀλλὰ ῥῦσαι ἡμᾶς ἀπὸ τοῦ πονηροῦ
...але звільнити нас від зла
Іоанн 4:9 — οὐ γὰρ συγχρῶνται ἰουδαῖοι σαμαρίταις
... бо юдеї з самарянами не спілкуються.
Пізніші корректури
Матей 8:13
καὶ ὑποστρέψας ὁ ἑκατοντάρχος εἰς τὸν οἶκον αὐτοῦ ἐν αὐτῃ τῇ ὦρᾳ εὗρεν τὸν παῖδα ὑγιαίνοντα
сотник повернувшись додому знайшов слугу одужуючим...
Взято з Лук. 7:10, знаходиться в рукописах: C (N), Θ (0250), f1 (33, 1241), g1, syrh[15].
Матей 27:49
ἄλλος δὲ λαβὼν λόγχην ἒνυξεν αὐτοῦ τὴν πλευράν, καὶ ἐξῆλθεν ὖδορ καὶ αἳμα
...і один взяв списа и пробив йому ребра і відразу витекла вода і кров...
Взято з Йоан. 19:34  і є характерною рисою рукописів александрійської традиції (рукописи 03, 04, 019, 030, 036)
Деякі відмінності
Матей 5:22 — в рукописі немає слова εἰκῇ (без причини) —разом з Ватиканським кодексом, p67  і 2174
Лука 2:37 — рукопис містить слово  ἑβδομήκοντα (сімдесят), в інших рукописах— ὀγδοήκοντα (вісімдесят)
Іоанн 1:34 — рукопис містить слово  ὁ ἐκλεκτός (обраний)  вместо υἱός (син);
Іоанн 6:10 — рукопис містить слово  ὡς τρισχίλιοι (біля трьох тисяч) замість ὡς πεντακισχίλιοι (біля п'яти тисяч);
Діяння 11:20 —рукопис містить слово  εὐαγγελιστάς (Євангелісти) вместо ἑλληνιστάς (Елліни).

##### Схожість до Ватиканського кодексу
Від початку зауважено значну схожість між Синайським і Ватиканським кодексом: час виникнення, схожий текст. Це єдині збережені великі кодекси з IV століття. У більшості випадків передають добрий текст, зазвичай кращий, ніж старші від них папіруси. Проте стаються між ними розбіжності. Чарльз Госкер вирахував 3036 відмінностей у текс-ті чотирьох Євангелій:
Матвія — 656
Марка — 567
Луки — 791
Івана — 1022
Разом — 3036.
Відмінності мають загалом граматичний характер, як інший підхід до ітацизму, інша транскрипція староєврейських імен, проте не виключають можливість, що могли походити з цього самого рукопису. Не могли вийти з цього самого скрипторіуму. Госкер оцінив, що спільне джерело обох кодексів мусило походити приблизно з 200 року.
Стретер зауважив, що є значна схожість між Синайським кодексом і цитатами Святого Писання в Оригенеса та Вульґати Єроніма. Прийшов до висновку, що текст кодексу був привезений з Александрії до Кесареї Оригенем, а потім був використаний через Єроніма.